# Stenostrophia coquilletti
Stenostrophia coquilletti är en skalbaggsart som först beskrevs av Linell 1897.  Stenostrophia coquilletti ingår i släktet Stenostrophia och familjen långhorningar. Inga underarter finns listade i Catalogue of Life.